# ATP German Open 1982
Il German Open 1982 è stato un torneo di tennis giocato sulla terra rossa. È stata la 76ª edizione del Torneo di Amburgo, che fa parte del Volvo Grand Prix 1982. Si è giocato al Rothenbaum Tennis Center di Amburgo in Germania, dal 10 al 16 maggio 1982.

## Campioni

### Singolare
José Higueras ha battuto in finale   Peter McNamara, 4–6, 6–7, 7–6, 6–3, 7–6.

### Doppio
Pavel Složil /  Tomáš Šmíd hanno battuto in finale  Anders Järryd /  Hans Simonsson, 6–4, 6–3.